# École nationale supérieure des mines de Nancy
École nationale supérieure des mines de Nancy là một trường đại học của Pháp, grande école, được thành lập vào năm 1919. Nó là một thành viên của Conférence des Grandes Ecoles. Với một chương trình giảng dạy liên ngành, nó đào tạo các kỹ sư trong ba năm, những người sau đó làm việc chủ yếu trong thế giới kinh doanh: Mục tiêu của giáo dục là cái gọi là Master Ingénieur Mines Nancy.

## Sinh viên tốt nghiệp nổi tiếng
- Jean-Claude Trichet, một công chức Pháp